# كلايتون براون
كلايتون براون هو مجدف كندي، ولد في 16 سبتمبر 1940 في سانت كاثرينز في كندا.

## وصلات خارجية
- كلايتون براون على موقع الاتحاد الدولي للتجديف (الإنجليزية)
- كلايتون براون على موقع اللجنة الأولمبية الدولية (الإنجليزية)
- كلايتون براون على موقع أوليمبيديا (الإنجليزية)